# Maria Teresa Francuska (1667–1672)
Marie-Thérèse de France (ur. 2 stycznia 1667 w Saint-Germain-en-Laye, zm. 1 marca 1672 tamże) – Madame Royale (księżniczka francuska). Była znana również jako La Petite Madame.
Urodziła się jako trzecia córka i czwarte dziecko króla Francji Ludwika XIV z jego małżeństwa z królową Marią Teresą (dwie starsze siostry księżniczki Marii Teresy zmarły przed jej narodzinami).
Została pochowana w bazylice Saint-Denis.